# Pira (Spagna)
Pira è un comune spagnolo di 510 abitanti situato nella comunità autonoma della Catalogna.